# جاك فينا
جاك فينا (بالإنجليزية: Jack Fina)‏ هو موزع وعازف بيانو وكاتب أغاني وموسيقي أمريكي، ولد في 13 أغسطس 1913 في باسيك في الولايات المتحدة، وتوفي في 14 مايو 1970 في كاليفورنيا في الولايات المتحدة بسبب نوبة قلبية.

## وصلات خارجية
- جاك فينا على موقع IMDb (الإنجليزية)
- جاك فينا على موقع ميوزك برينز (الإنجليزية)
- جاك فينا على موقع أول ميوزيك (الإنجليزية)